# 김선도
김선도(金宣燾, 1930년 12월 2일 ~ 2022년 11월 25일)는 대한민국의 개신교, 감리교의 감독이였다. 광림감리교회의 담임 목사와 원로목사를 역임했다. 호는 장천(杖泉)이다.

## 약력
- 1950년 해주 의학전문학교(현재, 장수산의과대학) 졸업
- 1952년 UN 종군경찰병원 의무관 근무(~ 1953년)
- 1957년 서울전농감리교회 담임 (~ 1962년)
- 1958년 감리교 신학대학 졸업
- 1962년 공군기술교육단 군목 (~ 1967년)
- 1968년 미국 롱비치선교연수원 수료
- 1970년 공군사관학교 군종실장 (~ 1971년)
- 1971년
  - 광림교회 담임목사(~ 2001년)
  - 감리교신학대학교, 선교대학원, 이화여자대학교, 강남대학교 외래교수(~ 1973년)
  - 미국 웨슬리신학대학원(Wesley Theological Seminary) 종교교육학석사(M.R.E) 졸업
- 1974년 영국 런던 엡솜감리교회(Epsom Methodist Church) 교환목사
- 1979년 아세아연합신학대학원 초빙교수(~ 1983년)
- 1980년 한국목회연구원 원장(~2021년)
- 1982년 미국 풀러 신학교(Fuller Theological Seminary) 목회학 박사(D.Min) 졸업
- 1983년 미국 풀러신학대학원 객원교수(~2021년)
- 1987년 사회복지법인 광림복지재단 이사장(~2020년)
- 1989년
  - 미국 웨슬리신학대학원 객원교수(~2021년)
  - 웨슬리복음주의협의회 회장(~2021)
- 1990년 미국 웨슬리신학대학원 존 웨슬리상 수상
- 1991년 감리교신학대학 동문회 동문상
- 1993년
  - 미국 애즈베리 신학대학원(Asbury Theological Seminary) 명예신학박사(D.D)
  - 대한적십자 인도장 금장 수상
- 1994년 기독교대한감리회 감독회장(~ 1996년)
- 1996년
  - 한동대학교 이사(~ 2000년)
  - 세계감리교협의회(WMC) 회장(~ 2000년)
  - 대한민국 국민훈장 목련장 수상
- 1997년
  - 사회복지법인 한국월드비전 이사장(~ 2011년)
  - 감리교신학대학원 객원교수(1997년 ~ 2021년)
  - 미국 애즈베리 신학대학원 국제이사(~2019년)
  - 짐바브웨 아프리카대학교(Africa University) 명예문학박사(D.Litt)
  - 한국교회사학연구원 10대 설교가 선정
- 1998년 국제월드비전 이사 역임(~ 2008년)
- 2001년
  - 학교법인 서울현대학원 이사 역임(~ 2008년)
  - 광림교회 원로목사(현재)
- 2002년 제1회 기독교 대한감리회상 교회개척 및 선교분야 수상
- 2005년 미국 에즈베리 신학대학원 석좌교수(~2021년)
- 2006년 호서대학교 명예신학박사(D.D)
- 2007년
  - 미국 웨슬리신학대학원 석좌교수(현재)
  - 감리교신학대학교 명예신학박사(D.D.)
- 2008년 한국기독교총연합회 명예회장(~2022)
- 2011년
  - 영국 웨슬리채플(Wesley's Chapel) 명예협력목사(~2022)
  - 목원대학 제1회 목원 크리스찬 목회대상 수상
- 2012년 미국 에즈베리신학대학원 SUNDO KIM HALL 명명
- 2013년
  - 미국 에즈베리 신학대학원 명예이사장(~2022)
  - 서울신학대학교 명예문학박사(D.Litt)
- 2014년
  - 국가원로회의 공동의장(~2022)
  - 한국기독교총연합회 기독교지도자상 목회자부문 수상
- 2016년 대한민국 해병대 명예해병 임명(~2022)
- 이승만 건국대통령 기념사업회 상임고문

## 저서
- 《상처가 영광이 되게하라》(2009)
- 《5분의 기적 : 김선도 목사 자서전》
- 《새 시대를 여는 거룩한 습관》
- 《가정속에 숨겨진 보화》

## 같이 보기
- 광림교회
- 김홍도 (목회자)